# كلية سيرامبور
كلية سيرامبور (بالإنجليزية: Serampore College)؛ كلية تقع في مدينة سيرامبور في ولاية البنغال الغربية في الهند. تأسست في عام 1818، وهي ثاني أقدم كلية في البلاد بعد كلية بريزدينسي كالكوتا، وهي واحدة من أقدم المعاهد التعليمية في الهند. تتكون الكلية من كيانين: الكلية اللاهوتية وكلية منفصلة مع كليات الآداب والعلوم والتجارة.
تتبع الكلية لـ مجلس الشيوخ في كلية سيرامبور (الجامعة) وهو الإدارة الأكاديمية لجميع الكليات اللاهوتية التابعة لها. يحمل مجلس كلية سيرمبور ميثاقًا دنمركيًا، وكان لديه القدرة على منح الدرجات العلمية في أي مادة. تمنح الدرجات لطلاب الفنون والعلوم والتجارة في الكلية من جامعة كالكوتا.
وبالنسبة لعلم اللاهوت فإن العديد من الكليات والمعاهد اللاهوتية في جميع أنحاء الهند بما في ذلك الكليات في نيبال وبنغلاديش وسري لانكا تابعة لمجلس الشيوخ في كلية سيرامبور (الجامعة).

## شعار
شعار الكلية هو من الأمثال 03:35 في النسخه اللاتينية للانجيل: Gloriam Sapientes Possidebunt «الحكيم يرث مجد».

## إصدار الشهادات والاعتماد
بدأ كل من سيرامبور تريو - ويليام وارد وويليام كاري وجوشوا مارشمان في التعليم بالكلية بـ 37 طالبًا في عام 1818. منح الملك فريدريك السادس ملك الدنمارك  ميثاقًا ملكيًا لكلية سيرامبور صفة الجامعة لتبدء الكلية بإعطاء درجات علمية في 23 فبراير 1827. أصبحت الجامعة الدنماركية الثالثة بعد الجامعات في كوبنهاغن وكييل. مع إنشاء جامعة كالكوتا لاحقًا في عام 1857 كانت أقسام الفنون والعلوم والتجارة التابعة لكلية سيرامبور تابعة لجامعة كالكوتا. ومع ذلك لا تزال كلية سيرامبور تتمتع اليوم بامتياز منح درجاتها في اللاهوت تحت السلطة المخولة بموجب ميثاق وقانون كلية سيرامبور. وهي كلية الأقليات الخاصة بمنح المساعدة والمعترف بها من قبل لجنة المنح الجامعية بموجب القسم 2 (و) و 12 (ب) من قانون UGC لعام 1956.

## التاريخ
تعتبر كلية سيرامبور أقدم جامعة في الهند تعمل ختى الآن. تأسست في عام 1818 من قبل المبشرين الإنجليز المعروفين باسم سيرامبور تريو:
- وليام كاري
- جوشوا مارشمان
- وليام وارد

كان هدفهم هو تقديم تعليم في الفنون والعلوم للطلاب من كل «طبقة أو لون أو بلد» وتدريب الأشخاص على الخدمة في الكنيسة المتنامية في الهند (انظر: المسيحية في الهند). قبل عام 1818، عمل الثلاثي معًا في توفير التعليم لأطفالهم وأطفال الهنود الأصليين، بمن فيهم الإناث.

### ميثاق الدنمارك
منذ أن كانت سيرامبور مستعمرة دنماركية، أصدر الملك فريدريك السادس ملك الدنمارك، لكلية سيرمبور ميثاقها الملكي للتأسيس في 23 فبراير 1827 في كوبنهاغن - الدنمارك (الميثاق 1، الميثاق 2، الميثاق 3). جاء الميثاق ردًا على زيارة جوشوا مارشمان للملك فريدريك في أغسطس 1826؛ حيث أعطى الميثاق كلية سيرمبور امتياز منح درجات في الفنون واللاهوت. تم تعيين ويليام كاري وجوشوا مارشمان وجون كلارك مارشمان (ابن جوشوا) أعضاء في المجلس الأول. كانت الكلية مفتوحة لجميع الناس من أي طبقة أو عقيدة، وأكد المؤسسون وقتها أنه لن يتم تطبيق أي اختبار طائفي على أعضاء هيئة التدريس. كما أكد الميثاق أيضًا بموجب قانون حكومة البنغال الرابع لعام 1918.

ومنذ ذلك الحين تم التأكيد على الحالة التي يمنحها الميثاق الدنماركي لدراسة اللاهوت، ويشكل الآن الأساس لشهادات جميع المستويات التي تمنحها أكثر من أربعين كلية لاهوتية في جميع أنحاء الهند ويديرها مجلس الشيوخ. 

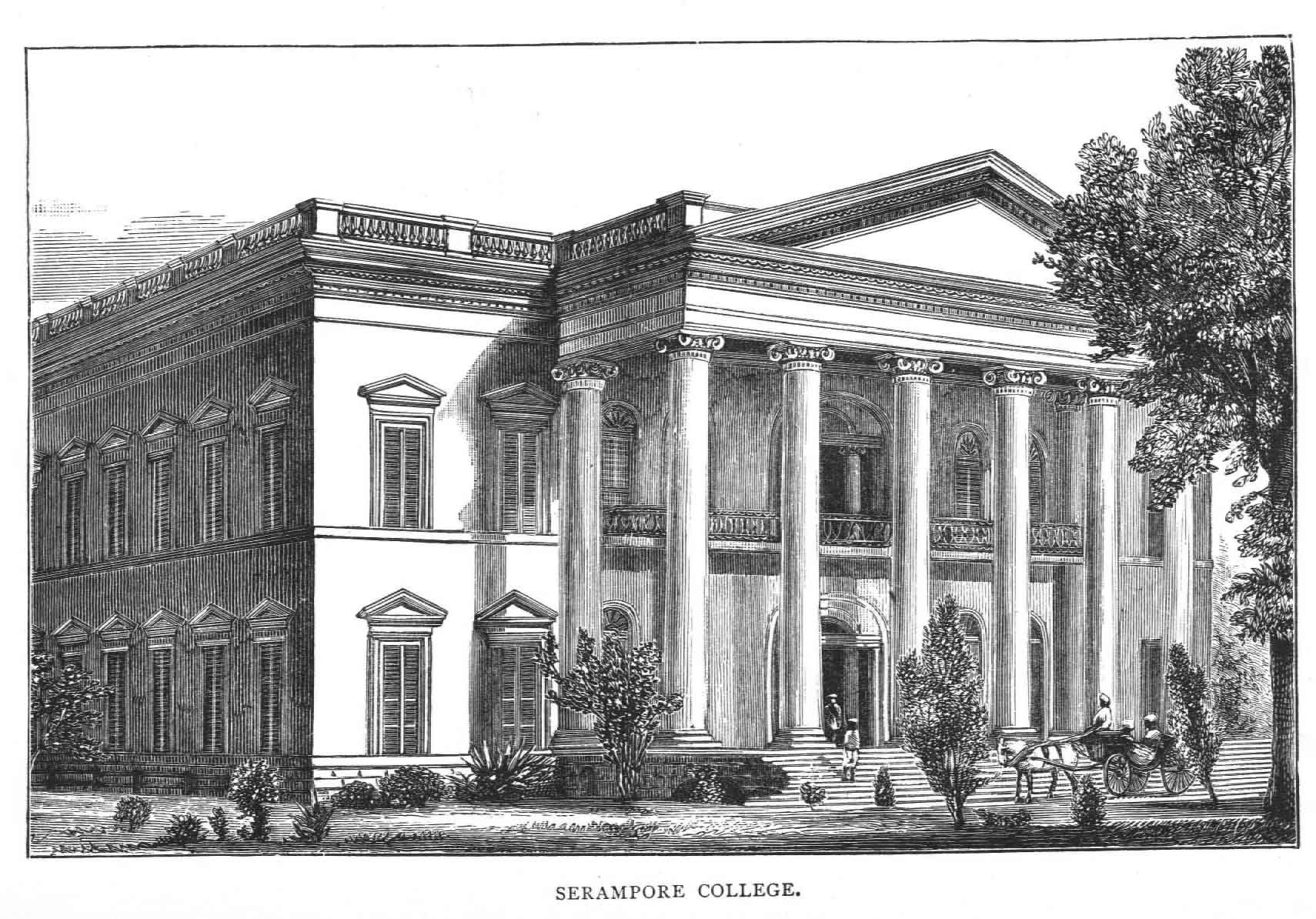
كلية سيرامبور قديما

### سيطرة البريطانيين
بعد أن باعت الدنمارك جميع أصولها الهندية لبريطانيا في 22 فبراير 1845، استمرت إدارة وتشغيل الكلية دون انقطاع تحت إشراف مامجلس الشيوخ. في عام 1856 تولت الجمعية التبشيرية المعمدانية في إنجلترا إدارة الكلية، وفي عام 1857 أصبحت الكلية تابعة لجامعة كالكوتا التي أنشئت حديثًا.
في عام 1883 أغلقت الكلية ككلية للفنون وبدأت تعمل كمؤسسة تدريب مسيحية ومعهد لاهوتي للكنائس المعمدانية في البنغال. في عام 1911 أصبح الدراسة في الكلية يتم عبر الانتساب إلى جامعة كالكوتا، إلى أن خولت كلية سيرامبور في عام 1913 بمنح درجة البكالوريوس في الآداب.

### القرن العشرين
في 4 ديسمبر 1915 تخرجت أول مجموعة من طلاب بكالوريوس اللاهوت:
- القس IW Johory - أستاذ في كلية الإرسالية الكندية، إندور.
- القس NG Kuriakos - كاهن في الكنيسة السورية الأرثوذكسية.
- السيد DM Devasahayam - مدير جمعية لندن التبشيرية، جنوب الهند.

بين عامي 1916 و1927 حصل 69 طالبًا آخر على درجة البكالوريوس في اللاهوت من خلال الكلية. خلال السنة المئوية للكلية، في عام 1918 أصدر المجلس التشريعي البنغالي قانون كلية سيرامبور (قانون 1918 ط، 1918 قانون الثاني، 1918 قانون الثالث، 1918 قانون الرابع) لغرض توسيع مجلس الكلية وتشكيل مجلس شيوخ جديد بين الطوائف يمنح درجات لاهوتية لجميع الطوائف المسيحية في الهند. بحلول عام 1960 انضمت عشرين كلية ومعاهد هندية أخرى إلى سيرامبور.
يتم تكريم اسم الكلية ومؤسسيها اليوم على نطاق أوسع من الأوساط المسيحية، حيث أن مكتبة كاري في سيرامبور تحتوي على 16000 مجلد نادر، يستخدمه علماء من جميع أنحاء العالم.

## المدارء
| سنوات                 | اسم                     | المؤهلات الأكاديمية  |
| --------------------- | ----------------------- | -------------------- |
| 1818–1832             | ^ وليام كاري            |                      |
| 1832-1837             | ^ جوشوا مارشمان         | DD                   |
| 1837-1845             | ^ جون ماك               |                      |
| 1845-1858             | ^ WH دينهام             |                      |
| 1858-1879             | ^ جون ترافورد           | بكالوريوس (جلاسكو)   |
| 1879-1882             | ^ ألبرت ويليامز         | بكالوريوس (جلاسكو)   |
| 1883-1906             | ^ ES Summers            | بكالوريوس            |
| 1906-1929             | ^ جورج هويلز            | دكتوراه (توبنغن)     |
| 1929-1949             | ^ GHC Angus             | ماجستير              |
| 1949-1959             | ^ CE إبراهيم            | ماجستير الهندي الأول |
| 1959-1966             | ^ وليام ستيوارت         | ماجستير              |
| 1966-1968             | ^ SJ Samartha           | دكتوراه (هارتفورد)   |
| 1968-1969             | AK Mundle               | ماجستير              |
| 1969-1972             | MN Biswas               | ماجستير              |
| 1972-1976             | SK Chatterjee           | ماجستير              |
| 1976-1977             | RL رودريغز              | ماجستير              |
| 1977-1987             | S. Mukhopadhyay         | دكتوراه              |
| 1988-1989             | TK Swarnakar            | ماجستير              |
| 1990-1998             | JTK دانيال              | دكتوراه (مدراس)      |
| 1999-2011             | Lalchungnunga           | دكتوراه (NEHU)       |
| 2011-2015             | Laltluangliana Khiangte | دكتوراه (NEHU)       |
| 2015 إلى الوقت الحاضر | Vansanglura Vanchhawng  | دكتوراه (ميزورام)    |

## طابع بريدي
في 7 يونيو 1969، أصدر البريد الهندي طابع بردي  عن كلية سيرامبور. في عام 2017 احتفل بالذكرى المئوية الثانية للكية، وأعلن سفير الدنمارك لدى الهند السيد بيتر تاكسوي- جنسن، أن الحكومة الدنماركية قررت منح 18 طالبًا بارزًا من كلية سيرامبور منحة الملك فريدريك السادس.

## معرض صور

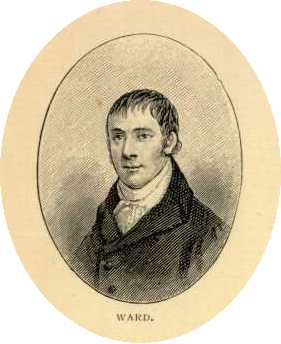
ويليام وارد
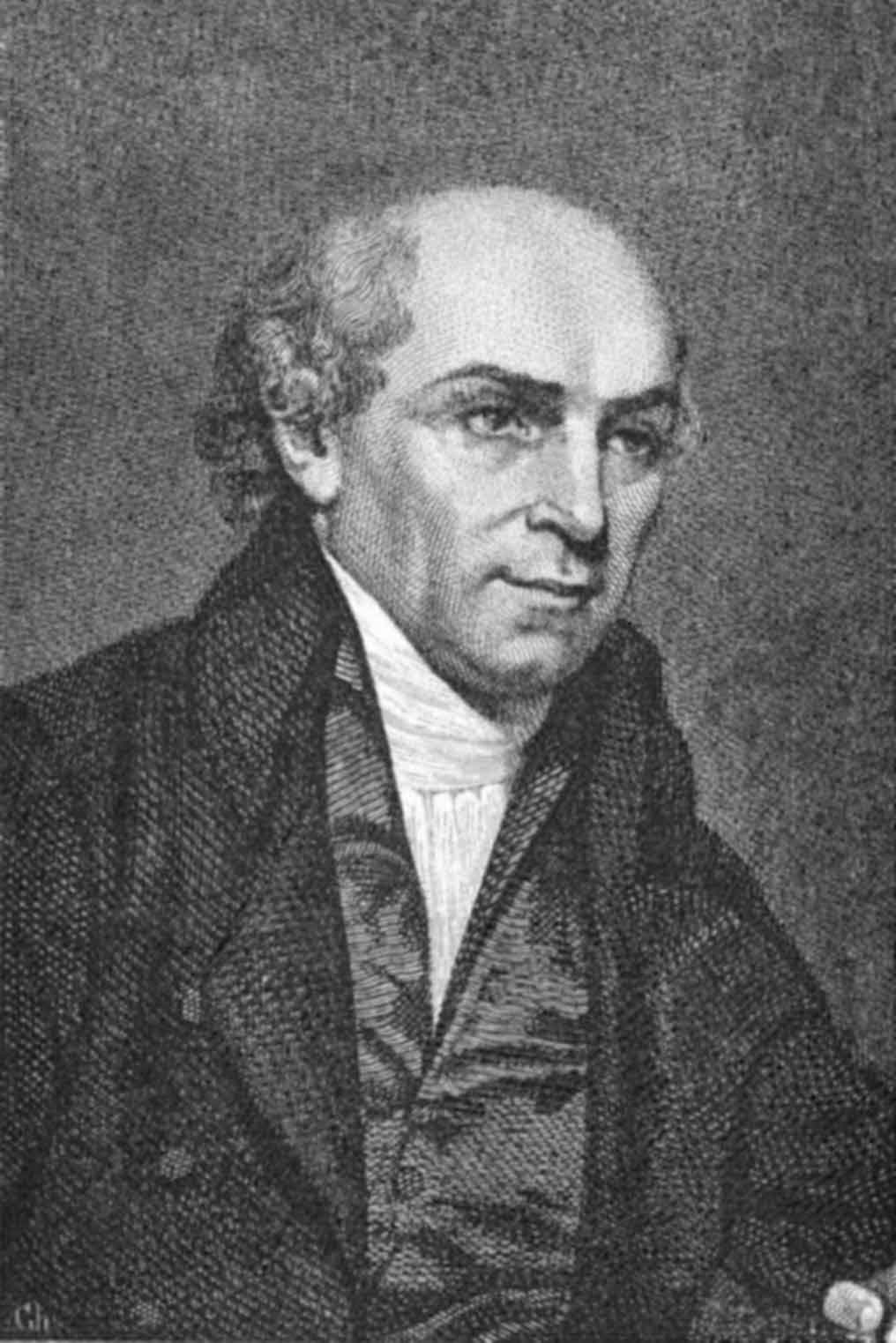
ويليام كاري
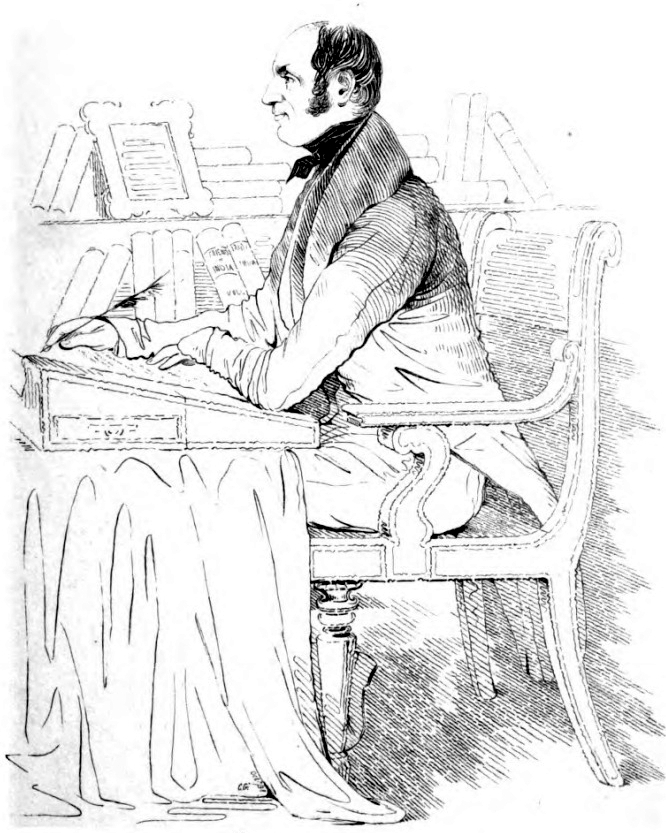
جون كلارك مارشمان

## روابط خارجية
- موقع كلية سيرامبور نسخة محفوظة 19 سبتمبر 2016 على موقع واي باك مشين.
- صفحة NAC الرئيسية على الكليات المعتمدة
- تقرير NAC 2004 عن الكلية وموقفها في إصدار الشهادات
- كنيسة شمال الهند
- أصدقاء كلية سيرامبور